# Sebastian Vlădescu
Sebastian Vlădescu (n. 3 aprilie 1958, București, România) este un economist român, care a îndeplinit funcția de ministru al finanțelor în primul din cele două guverne Tariceanu (2005-2007) și din nou din 23 decembrie 2009 până pe 2 septembrie 2010 în guvernul Boc II.

## Biografie

### Educație
Sebastian Vlădescu s-a născut la data de 3 aprilie 1958. A absolvit studii universitare la Facultatea de Comerț din Academia de Studii Economice din București (1983) și apoi studii postuniversitare în specializarea Piețe de capital, investiții directe, organizate de Merrill Lynch (1997).
După absolvirea facultății, a lucrat ca economist (însărcinat cu recuperarea creanțelor) la COS Târgoviște (1983) și economist (însărcinat cu derularea de programe de investiții, achiziții, plăți către furnizori) la IRVMR București (1983-1990). După Revoluția din decembrie 1989, intră în sectorul privat ca actionar și director financiar la următoarele companii: Gas Prod Com SRL București (1990-1992), Comp Banc SRL București (1992-1994) și Medist S.A. București (1994-1997), ocupându-se de coordonarea activităților de marketing și financiar-bancare, finanțări, plăți și operațiuni valutare.

### Politician
Membru al PNL, Sebastian Vlădescu devine după alegerile parlamentare din octombrie 1996, secretar de stat la Ministerul Industriei și Comerțului (ianuarie - iunie 1997), fiind responsabil cu compartimentul financiar, angajare plăți inclusiv subvenții și transferuri, precum și reprezentantul Ministerului Industriei și Comerțului în negocierile cu FMI și Banca Mondială.  În paralel, a lucrat și la Eximbank, în Comisia Interministerială de Garanții pentru credite externe (februarie - august 1997). Îndeplinește apoi funcțiile de consilier al ministrului industriei și comerțului, reprezentant al MIC în negocierile cu FMI și BM și privind derularea acordurilor încheiate (iulie - decembrie 1997) și consilier al ministrului finanțelor pe probleme bugetare, piețe de capital, dezvoltare activități IMM etc. (ianuarie - aprilie 1998).
După un scurt periplu ca acționar și director financiar la Medist S.A. București (1998–1999), Vlădescu revine la Ministerul Finanțelor pe posturile de consilier al ministrului finanțelor pe probleme bugetare, piețe de capital, dezvoltare activități IMM etc. (octombrie - decembrie 1999) și secretar de stat (ianuarie - decembrie 2000). În anul 2000 este numit în paralel în funcțiile de președinte al Consiliului de Încredere al AVAB, președinte al Camerei Auditorilor din România, membru în Comisia Interministerială de Garanții pentru credite externe la Eximbank, membru în Comisia de privatizare a BCR și în Consiliul de Administrație al CEC, îndeplinind toate aceste funcții până în ianuarie 2001. 
Odată cu schimbarea guvernului după alegerile din noiembrie 2000, Vlădescu revine ca director financiar la Medist S.A. București (2001-2005). În această perioadă, a fost desemnat de PNL ca membru în Consiliul de Administrație al Petromservice (2002 - februarie 2003), Upetrom 1 Mai Ploiești (2002-2005) și Petrom (2005), precum și președinte al Consiliului de Supraveghere al Băncii Comerciale Române (aprilie - august 2005).

## Ministru al finanțelor
La data de 22 august 2005, Sebastian Vlădescu a fost numit în funcția de ministru al finanțelor în Guvernul Tăriceanu, îndeplinind această funcție până la data de 5 aprilie 2007, când Ministerul Finanțelor a fost comasat cu Ministerul Economiei și Comerțului.
Ca urmare a reorganizării Ministerului Economiei și Finanțelor, Vlădescu a fost numit secretar de stat cu relațiile internaționale și trezorerie. În vara anului 2007, el a intrat în conflict cu ministrul Varujan Vosganian, deoarece a susținut că bugetul nu dispune de resurse financiare pentru mărirea pensiilor, reprezentând un pericol pentru stabilitatea macroeconomică. "Este un efort bugetar de circa două miliarde de euro, bani care vor fi tăiați de la investiții și se vor regăsi direct în consum", a declarat el . Vosganian a declarat că finanțarea pensiilor mărite va fi asigurată de venituri suplimentare la buget, determinate de creșterea economică. 
Sebastian Vlădescu și-a dat demisia din funcția de secretar de stat la data de 22 octombrie 2007, după finalizarea procesului de privatizare a Automobile Craiova (unde Vlădescu deținea funcția de președinte al Comisiei de privatizare) cu compania americană Ford  . 
Vlădescu este membru în două Consilii de Administrație respectiv Petrom S.A. și Upetrom S.A. De asemenea, este acționar la următoarele societăți: PVB Euroconsulting S.R.L.; Boss Exim Trading Group S.R.L.; Boss Construcții și Consultanță S.R.L.; Hemat-Rom S.R.L.; Centrul Medical "Polimed"; Romanian Soft Company S.R.L., Climate Change S.R.L., Rapid Credit S.R.L. 
În august 2011 Sebastian Vlădescu a devenit consultant pentru Roșia Montană Gold Corporation, subsidiara din România a Gabriel Resources care intenționează să realizeze proiectul de exploatare auriferă de la Roșia Montană, proiect contestat de o mare parte a societății civile .

### Viață personală
Sebastian Vlădescu vorbește foarte bine limbile franceză și engleză și bine limba italiană. Conform cotidianului Evenimentul Zilei, este finul lui Traian Băsescu.

## Controverse
Pe 26 mai 2023 Sebastian Vlădescu a fost condamnat definitiv de Înalta Curte de Casație și Justiție la 7 ani și 4 de închisoare cu executare pentru luare de mită într-un dosar de corupție legat de plata lucrărilor la tronsonul de cale ferată București–Constanța.